# James Spence
James Fleming Drever Spence (Leith, Edimburg, 2 d'octubre de 1875 - Haymarket, Edimburg, 20 de febrer de 1946) va ser un regatista escocès que va competir a començament del segle xx.
El 1908 va participar en els Jocs Olímpics de Londres, on va guanyar la medalla d'argent en la categoria de 12 metres del programa de vela com a membre de la tripulació del Mouchette.